# しっちょる鍋
しっちょる鍋（しっちょるなべ）は、山口県山口市で作られている鍋料理。2005年10月1日に旧山口市、阿知須町、秋穂町、徳地町、小郡町の1市4町が合併したの記念に山口市の新名物として主婦や学生などで考案された。旧1市4町の特産物を使っている。春夏秋冬それぞれの鍋があり、1年中、旬の食材を味わえる。
湯田温泉にある翠山荘でしっちょる鍋セットが食べられる。
市内の給食にたびたび出されることがある。